# پت، ساسکس شرقی
پت (به انگلیسی: Pett) یک روستا و محله مدنی در بریتانیا است که در Rother واقع شده‌است. پت ۶٫۵ کیلومتر مربع مساحت و ۸۴۶ نفر جمعیت دارد.